# Begonia rwandensis
Begonia rwandensis là một loài thực vật có hoa trong họ Thu hải đường. Loài này được J.C.Arends mô tả khoa học đầu tiên năm 1991 publ. 1992.